# Transformatorhuisje (Soest, Van Weerden Poelmanweg)
Het transformatorhuisje aan de Van Weerden Poelmanweg is een gemeentelijk monument in Soest in de Nederlandse provincie Utrecht.
De Provinciale Utrechtse Elektriciteits Maatschappij (PUEM) liet in 1949 het transformatorhuisje bouwen naar een ontwerp van de Utrechtse architect H.E. Schulte. Deze ontwierp in de veertiger en vijftiger jaren meestal trafohuisjes. Hij maakte het onderscheid tussen het hoog- en laagspanningsgedeelte visueel door het lage spanningsgedeelte in het lagere deel aan de achterzijde te plaatsen. Dit gedeelte staat dan ook haaks op het hogere, voorste gedeelte, waarin het hoogspanningsgedeelte zich bevindt.
Het huisje staat bij de spoorwegovergang bij station Soestduinen. In de symmetrische voorgevel zijn vier ronde roosters gemaakt. De voorgevel is opgetrokken in gele baksteen, de zijkanten zijn opgetrokken uit beton.